# Xylopteryx nacaria
Xylopteryx nacaria là một loài bướm đêm trong họ Geometridae.